# 피에르 장 조르주 카바니스

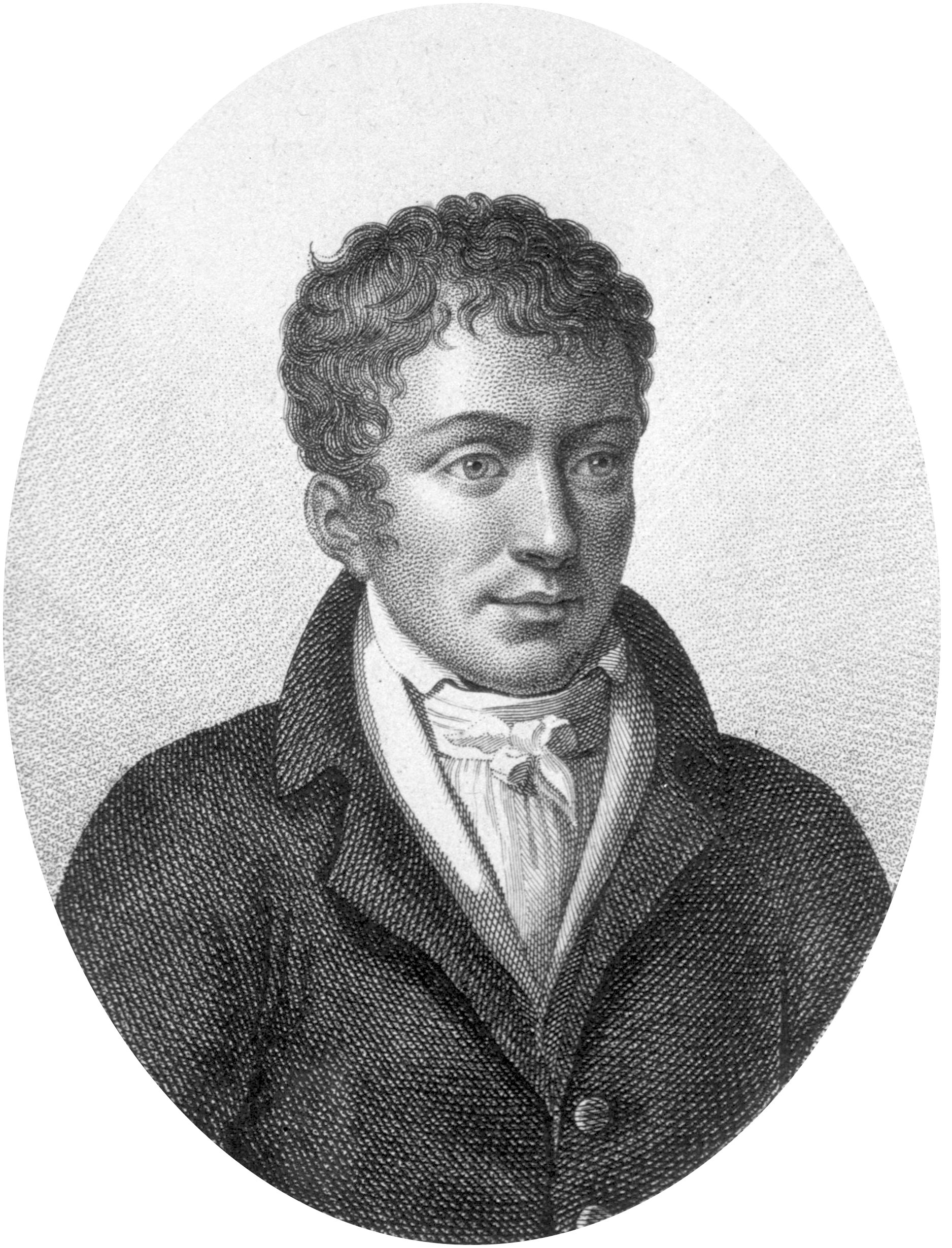

피에르 장 조르주 카바니스(Pierre Jean Georges Cabanis)는 1757년 6월 5일 리무쟁 지방 코냑(Cosnac)에 있는 살라냑 교보(郊堡)에서 태어나 1808년 5월 5일 세랭쿠르의 뢰유 마을에서 사망한 프랑스의 의사, 생리학자, 철학자이자 상원의원이다. 계몽주의 이념에 영향을 받았으며, 이후 자코뱅으로 이름을 바꾼 헌법의 친우회(Société des amis de la Constitution) 회원이기도 했던 카바니스는 프랑스 의학 교육의 개혁자 중 하나이다.
카바니스는 프랑스 관념학파의 한 사람이기도 하다. 기계론적 유물론, 감각론적 인식론에 의하여 인간의 생리학적 연구에 진력하여 정신에 대한 물질의 근원성(根源性)을 주장하고 "개념은 모든 감관(感官)을 통하여 형성되며 따라서 감각의 결과이다"라는 사실을 임상적·생리학적으로 증명하려고 했다. 생리학적 심리학의 창시자 가운데 한 사람이다.

## 생애
카바니스는 리무쟁에서 16세기부터 주요한 지주이자 지역 의회에서 변호사를 거의 세습적으로 맡아온 오래된 가문 출신이다. 그의 아버지 장 바타스트 카바니스는 변호사로 농업과 농촌 경제 혁신에 참여한 생리학자이기도 했다. 그는 튀르고의 협력자 중 하나로, 1761년부터 1774년까지 리무쟁 지방관을 맡았다.